# العلاقات البحرينية الكورية الشمالية
العلاقات البحرينية الكورية الشمالية هي العلاقات الثنائية التي تجمع بين البحرين وكوريا الشمالية.

## مقارنة بين البلدين
هذه مقارنة عامة ومرجعية للدولتين:
| وجه المقارنة                                              | البحرين       | كوريا الشمالية                        |
| --------------------------------------------------------- | ------------- | ------------------------------------- |
| المساحة (كم2)                                             | 765           | 120.54 ألف                            |
| عدد السكان (نسمة)                                         | 1.49 مليون    | 25.49 مليون                           |
| الكثافة السكانية (ن./كم²)                                 | 194.77 ألف    | 211.47                                |
| العاصمة                                                   | المنامة       | بيونغيانغ                             |
| اللغة الرسمية                                             | اللغة العربية | لغة كوريا الشمالية القياسية ‏          |
| العملة                                                    | دينار بحريني  | وون كوري شمالي                        |
| الناتج المحلي الإجمالي (بليون دولار)                      | 35.31 مليار   |                                       |
| الناتج المحلي الإجمالي (تعادل القوة الشرائية) بليون دولار | 64.16 مليار   |                                       |
| الناتج المحلي الإجمالي الاسمي للفرد دولار أمريكي          | 22.60 ألف     |                                       |
| الناتج المحلي الإجمالي للفرد دولار أمريكي                 | 45.50 ألف     |                                       |
| مؤشر التنمية البشرية                                      | 0.824         |                                       |
| رمز المكالمات الدولي                                      | +973          | +850                                  |
| رمز الإنترنت                                              | .bh           | .kp                                   |
| المنطقة الزمنية                                           | ت ع م+03:00   | ت ع م+08:30، ت ع م+08:30، ت ع م+09:00 |

## منظمات دولية مشتركة
يشترك البلدان في عضوية مجموعة من المنظمات الدولية، منها:
| علم المنظمة | اسم المنظمة                   | تاريخ انضمام البحرين | تاريخ انضمام كوريا الشمالية |
| ----------- | ----------------------------- | -------------------- | --------------------------- |
|             | يونسكو                        | 18 يناير 1972        | 18 أكتوبر 1974              |
|             | الاتحاد الدولي للاتصالات      | 1975                 | ?                           |
|             | الاتحاد البريدي العالمي       | ?                    | ?                           |
|             | الأمم المتحدة                 | 21 سبتمبر 1971       | 17 سبتمبر 1991              |
|             | المنظمة الهيدروغرافية الدولية | ?                    | ?                           |

## وصلات خارجية
- موقع وزارة الخارجية البحرينية
- موقع وزارة الخارجية الكورية الشمالية